# 陳靖雲
陳靖雲（英語：Clare Chan Ching Wan，1987年8月9日—），前名陳碧雲，香港女演員，現為無綫電視基本藝人合約女藝員，參加第27期無綫電視藝員訓練班入行。

## 演出

### 電視劇
- 2014 愛·回家 (第一輯)
- 2014 廉政行動2014
- 2014 我們的天空
- 2014 使徒行者
- 2015 以和為貴
- 2015 愛·回家 (第二輯)
- 2015 樓奴
- 2015 陪著你走
- 2015 張保仔
- 2015 收規華
- 2015 東坡家事
- 2015 刀下留人
- 2016 愛情食物鏈
- 2016 鐵馬戰車
- 2016 公公出宮
- 2016 警犬巴打
- 2016 EU超時任務
- 2016 末代御醫
- 2016 愛·回家之八時入席
- 2016 殭
- 2016 廉政行動2016
- 2016 火線下的江湖大佬
- 2016 純熟意外
- 2016 一屋老友記
- 2016 完美叛侶
- 2016 超能老豆
- 2016 城寨英雄
- 2016 巨輪II
- 2016 律政強人
- 2016 為食神探
- 2016 來自喵喵星的妳
- 2016 愛·回家之八時入席
- 2017 7日羅曼史
- 2017 財神駕到
- 2017 乘勝狙擊
- 2017 親親我好媽
- 2017 使徒行者2
- 2017 溏心風暴3
- 2017 性在有情
- 2018 愛·回家之開心速遞
- 2018 波士早晨
- 2018 三個女人一個「因」
- 2018 果欄中的江湖大嫂
- 2018 棟仁的時光
- 2018 逆緣
- 2018 宮心計2深宮計
- 2018 天命
- 2018 BB來了
- 2018 特技人
- 2018 是咁的，法官閣下
- 2019 白色強人
- 2019 十二傳說
- 2019 她她她的少女時代
- 2019 街坊財爺
- 2019 金宵大廈
- 2019 牛下女高音
- 2019 解決師
- 2019 堅離地愛堅離地
- 2019 丫鬟大聯盟
- 2020 大醬園
- 2020 黃金有罪
- 2020 法證先鋒IV
- 2020 十八年後的終極告白
- 2020 機場特警
- 2020 降魔的2.0
- 2020 那些我愛過的人
- 2020 殺手
- 2020 迷網
- 2020 反黑路人甲
- 2020 木棘証人
- 2021 失憶24小時
- 2021 愛美麗狂想曲
- 2021 逆天奇案
- 2021 把關者們
- 2021 寶寶大過天
- 2021 七公主
- 2021 我家無難事
- 2021 青年心城之撐起青春
- 2021 星空下的仁醫
- 2021 十月初五的月光
- 2021 拳王
- 2022 鐵拳英雄
- 2022 雙生陌生人
- 2022 回歸
- 2022 童時愛上你
- 2022 痞子殿下
- 2022 白色強人II
- 2022 黯夜守護者
- 2022 美麗戰場
- 2022 下流上車族
- 2023 法言人
- 2023 靈戲逼人
- 2023 寵愛Pet Pet
- 2023 你好，我的大夫
- 2024 法證先鋒6 倖存者的救贖
- 2025 奪命提示
- 2025 麻雀樂團

### 電視節目
- 區區有鬼故
- 今晚睇李[3]

## 外部連結
- 陳靖雲 Chan Ching Wan - TVB藝人資料 - tvb.com （页面存档备份，存于）
- 陳靖雲的Instagram帳戶